# Bremen Arena
La Bremen Arena (hasta 2004 Stadthalle Bremen, entre 2005 y 2009 AWD-Dome) es el pabellón multiusos más grande en Bremen, Alemania. Es comúnmente usado para conciertos, eventos deportivos, exposiciones, etc. Se encuentra prácticamente enfrente de la Estación Central de ferrocarriles de la ciudad alemana.

## Historia
El Stadthalle Bremen fue designado y construido por el arquitecto austríaco Roland Rainer entre 1961 a 1964. Debido a que lo proveía financieramente la corporación Allgemeiner Wirtschaftsdienst (AWD) se le cambió de nombre en enero de 2005: AWD-Dome. En 2010 la corporación retiró su patrocinio y el pabellón pasó a llamarse simplemente Bremen Arena.
Entre 2004 y 2005 se realizaron obras de saneamieneto y modernización del pabellón que costaron unos 50 millones de euro, asimismo se expandió la capacidad del estadio de 3,500 a 14,500 asientos. El arquitecto Thomas Klumpp se encargó de este proyecto.

## Eventos deportivos
- 2007 – Mundial de Balonmano
- 2008 – Cuartos de final de la Copa Davis (Alemania vs. España)
- 2010 – Europeo de Gimnasia Rítmica